# Pseudanophthalmus avernus
Pseudanophthalmus avernus är en skalbaggsart som beskrevs av Valentine. Pseudanophthalmus avernus ingår i släktet Pseudanophthalmus och familjen jordlöpare. Inga underarter finns listade i Catalogue of Life.